# パンチョ加賀美
パンチョ加賀美（パンチョ かがみ 1944年2月21日 - 2018年5月29日）は、日本のドラマーで、声優、俳優としても活動した。
なお、パンチョ・加賀美と表記されている場合もある。アルバトロス音楽事務所に所属していた。東京都台東区出身。血液型はA型。3人兄弟の次男（兄1人、弟1人）。

## 人物
血液型はA型。本名は加賀美邦明。東京都台東区出身。3人兄弟の次男。東京芸術大学卒業。
ジョージ浜野・エンディ山口・ルイス高野・今陽子とともにピンキーとキラーズを結成。グループではドラムを担当。解散後、ニューキラーズ結成と同時に、ジョージ浜野に代わりリーダーとなる。
歌手の西城はるかと組んではるか&パンチョというデュオで活動していた。
特技は徹夜で、若い頃は3日連続徹夜をしても平気だった。
2018年5月29日、肝臓がんのために死去。74歳没。パンチョ加賀美の訃報は、かつての音楽仲間の今陽子により自身のブログで公表された。
2025年2月22日、一般社団法人映像コンテンツ権利処理機構が、映像コンテンツの二次利用のために、故人の遺族等からの連絡を依頼する掲示をインターネット上に出した。

## 主な出演

### 映画
- 涙の季節（日活、1969年）

### テレビ
- 青空にとび出せ!（TBS／国際放映、1969年）- パンチョ役
- ベスト30歌謡曲（NETテレビ）
- ひらけ!ポンキッキ（フジテレビ、1978年 - 1988年）- おにいさん（パンチョ）役
- プリンプリン物語（NHK総合）- シドロの声
- GO!GO!ジャボン（東京12チャンネル）
- 大戦隊ゴーグルファイブ　第35話 「鉄喰い人間の襲撃」（テレビ朝日／東映、1982年）
- ただいま絶好調! 第2話「旅芝居ロック一座」（テレビ朝日／石原プロ、1985年）

## ディスコグラフィー
- なんだろんパンダロン（『ひらけ!ポンキッキ』1978年、CX-113）